# Zapovednik Sjajtan-Taoe
Zapovednik Sjajtan-Taoe (Russisch: Шайтан-Тау государственный природный заповедник) is een strikt natuurreservaat gelegen in de oblast Orenburg in de Zuidelijke Oeral. De oprichting tot zapovednik vond plaats op 9 oktober 2014 per decreet (№ 1035/2014) van de Russische premier Dmitri Medvedev en heeft een oppervlakte van 67,27 km². De oprichting vond plaats om de laaggelegen bossteppebiotopen in de Zuidelijke Oeral en de hier voorkomende planten en dieren te beschermen, waaronder vele endemische en relictsoorten.

## Kenmerken
Zapovednik Sjajtan-Taoe ligt in de gelijknamige bergketen Sjajtan-Taoe, die deel uitmaakt van de Zuidelijke Oeral. In het reservaat zijn kalksteenrosten uit het Cambrium aanwezig, welke meer dan 500 miljoen jaar oud zijn. In het sediment kunnen de fossiele overblijfselen van oeroude insecten en planten worden gevonden.

## Flora en fauna
In Zapovednik Sjajtan-Taoe leven dieren die kenmerkend zijn voor de Euraziatische boreale zone, waaronder de bruine beer (Ursus arctos), eland (Alces alces), Euraziatische lynx (Lynx lynx), Aziatische das (Meles leucurus) en boommarter (Martes martes). Ook leven er dieren die kenmerkend zijn voor steppelandschappen, zoals de bobakmarmot (Marmota bobak), blinde woelmuis (Ellobius talpinus), driekleurige muis (Sicista subtilis) en dwergfluithaas (Ochotona pusilla). Vogels in Sjajtan-Taoe zijn bijvoorbeeld het auerhoen (Tetrao urogallus), hazelhoen (Tetrastes bonasia), sakervalk (Falco cherrug), slechtvalk (Falco peregrinus), visarend (Pandion haliaetus), steenarend (Aquila chrysaetos) en keizerarend (Aquila heliaca).